# ラ・マンチャ

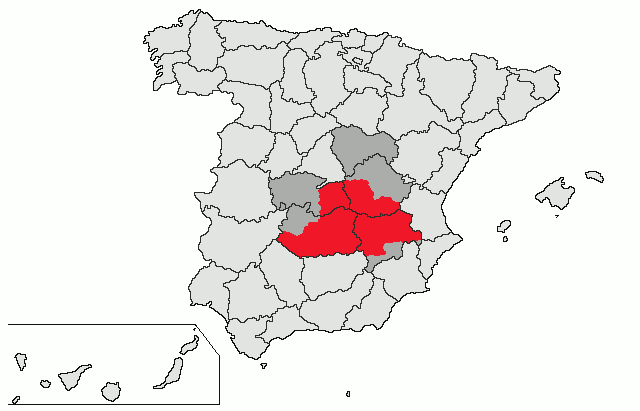
現在のカスティーリャ・ラ・マンチャ州（濃い灰色）とラ・マンチャ地方（赤）の位置

ラ・マンチャ地方（La Mancha）はスペインの中部に位置する歴史的地方の一つで、現在のカスティーリャ＝ラ・マンチャ自治州のうち、アルバセテ県、シウダー・レアル県、クエンカ県及びトレド県の領域のかなりの部分に相当する。
面積は30,000km²以上で、東西におよそ300km、南北およそ180kmで、イベリア半島の台地にある自然発生的に形成された地方で最も大きい広がりを持ち、中央台地（メセタ）のうちの南東部分、南メセタに位置する。
スペインを代表する作家ミゲル・デ・セルバンテスの代表作『才知あふれる郷士ドン・キホーテ・デ・ラ・マンチャ』の主人公ドン・キホーテが行う、数々の冒険の舞台となった地方ということで世界的に知られている。

## 歴史

### 先史時代および古代

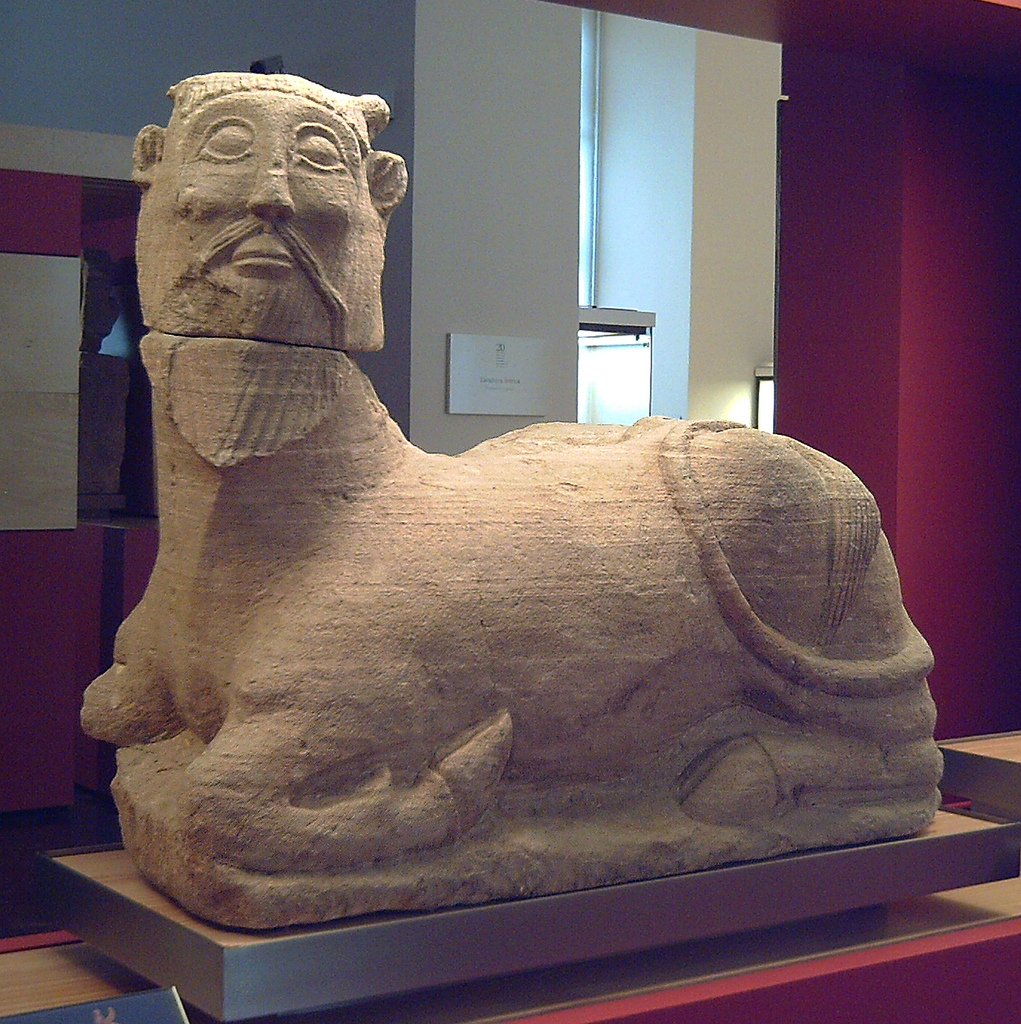
ビチャ・デ・バラソーテ（Bicha de Balazote）、ラ・マンチャで発見されたイベリア人の美術

ラ・マンチャ地方の先史時代の遺構は少なくはないが、その研究は十分なものとはいえないのが現状である。数多くの旧石器時代の遺跡が、とくに川の近くに確認されており、これは季節的な野営地と考えられている。グアディアナ川とその支流がこの地域にこのタイプの遺跡を多く形成させた。たとえばコルコレス川やソトゥエラモス川、カニャーダ・デ・バルデロボス川流域のアルト・グアディアナ地域（アルバセテ県）では中期旧石器時代の多くの遺跡が集中的に発見されている。また、シウダー・レアル県内のグアディアナ川流域でも同様に多くの遺跡が残されている。この時代の美術については、イベリア半島の地中海沿岸地域で見られるような岩絵にも似た洞窟壁画がフエンカリエンテで発見されている。
新石器時代と青銅器時代の間、南部および中部地域（シウダー・レアル東部からアルバセテ西部にかけて）ラス・モティージャス文化（Cultura de las Motillas）と呼ばれる文化が栄えた。この文化の担い手は防御のために、人口の丘を作り、周囲に同心円状の何重ものの城壁をめぐらした住居を建てて定住した。後にこの地はインド・ヨーロッパ系の部族による度重なる侵入を受け、また、イベリア人の文化の影響も受けた。とくにアルバセテ県とシウダー・レアル県の領域にはセロ・デ・ロス・サントスや、ジャノ・デ・ラ・コンソラション、ポソ・モーロ、エル・アマレッホ、アラルコスなどの重要な遺跡が発見されている。

### 中世
紀元5世紀にローマ帝国が崩壊し、この地でのローマ人支配が終焉すると、ヴァンダル族、アラン族が相次いで侵入、その後西ゴート族が侵入、569年にトレドを首都に西ゴート王国を打ち立てた。しかし、この時期にはラ・マンチャ地方の多くの地域は荒れ果て、無人地帯が広がっていた。
711年、ジブラルタル海峡を渡ってアラブ人が侵入、短期間のうちに北部を除くイベリア半島の大部分を制圧、イスラム教の支配がはじまった。このイスラム教徒支配地域は後にアル＝アンダルスと呼ばれるようになる。多くの専門家たちによると、地名のマンチャの語源はアラビア語の「水のない土地」を意味するManxa あるいはAl-Mansha 、または「高い平原」、「高い場所」を意味するManya に由来するとしており、現在これらがマンチャという地名の起源として最も受け入れられている。イスラム教徒支配下のラ・マンチャは、基本的に人口密度は低い状態が続いたものの、繊維産業の重要な中心地となったトレド、クエンカ、アルカラスなどの都市が出現し、発展した。アラブ人たちはその進んだ灌漑技術によってこの地方の農業を大いに発展させ、またヒツジ（メリノ種）を導入することにより牧畜業にも寄与した。

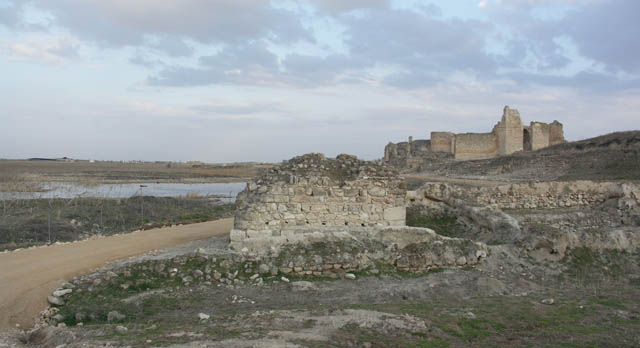
カラトラーバ・ラ・ビエッハ遺跡

後ウマイヤ朝の崩壊後、ラ・マンチャの大部分はトレド王国の支配下におかれたが、この地をめぐってセビリア王国やムルシア王国（es）と対立した。トレド市民の援助におけるキリスト教国のカスティーリャ王国の関与は1085年のトレドの降伏によって一つの頂点に達した。このことはラ・マンチャの再征服が開始されたと同時に、その北部地域がカスティーリャ王国の版図に組み込まれたことを意味した。
しかしながら、カスティーリャは他のタイファ諸国の救援のために呼ばれ、アル＝アンダルスを統一したムラービト朝と対峙することとなった。そのため、ラ・マンチャは断続的に、両軍による襲撃がおこなわれる戦場と化し、無人の野となった。1108年のウクレスの戦いでムラービト朝はカスティーリャに勝利しその版図は最大となり、カスティーリャ軍はタホ川までの後退を余儀なくされた。
しかし1144年にムラービト朝が衰退し始めると、再びタイファ諸国が自立し始め、そのことはムワッヒド朝の侵入をもたらした。このような状況はラ・マンチャにおけるキリスト教徒側の攻勢を後押し、1147年にはカラトラバ・ラ・ビエハを陥落させ、1158年にはカラトラバ騎士団の創設者であるライムンド・デ・フィテーロをしてそこの防御に当たらせることとなった。しかしながら、1195年のアラルコスの戦いでのムワッヒド軍に対するカスティーリャ側の敗北は同騎士団に壊滅的打撃を与え、キリスト教徒によるレコンキスタを停滞させた。
そして1212年に再び両軍が戦場であいまみえるナバス・デ・トロサの戦いが勃発してカスティーリャが勝利、戦後最終的にラ・マンチャ地方のほぼ全域はカスティーリャの支配に服するところとなった。ラ・マンチャよりグアダルキビール川の谷地域の入植が優先されたので、この地域は騎士修道会に委ねられることとなった。このような経緯でカンポ・デ・カラトラバ地区はカラトラバ騎士団の支配下に残され（その支配地の半ばには、騎士団の力を牽制するために1255年にアルフォンソ10世（賢王）によってVilla Real（王の村の意）、現在のシウダー・レアル（王の市の意）が設立された）、聖ヨハネ騎士団（Orden de San Juan）はカンポ・デ・サン・フアン地区を、サンティアゴ騎士団はウクレスと、マンチャ・アルタ地区ならびにカンポ・デ・モンティエル地区のかなりの部分をその支配下にとどめた。
ラ・マンチャ東部地域マンチャ・デ・モンタラゴン地区がキリスト教徒によって再征服されて10年余り後の1237年にこの地についての初めての言及が残されている。それにはla Mancha de Haver Garatと記され、地名としてMancha が初めて用いられている。 マンチャ・デ・モンタラゴン地区の大部分は13世紀から14世紀にかけて、ビジェーナの領主（Señorío de Villena）の支配下にあった。しかし、カンポ・デ・モンティエルの東部地域は、たとえばシエラ・デ・アルカラス地区はアルカラスの外延部入植地域となった。

かつてのコムン・デ・ラ・マンチャと現在のカスティーリャ＝ラ・マンチャ自治州の領域

サンティアゴ騎士団はその支配地をコムン・デ・ウクレス（Común de Uclés）、コムン・デ・ラ・マンチャ（Común de La Mancha）、コムン・デ・モンティエル（Común de Montiel）の3つの共同体に分割した。これらのコムン共同体は財政および牧畜上の目的によって同一の権限を有する村の連合体であった。コムン・デ・ラ・マンチャは1353年にはキンタナール・デ・ラ・オルデンを筆頭にグアディアナ川とヒグエーラ川の間の地域をその領域とした。1478年から1603年までの間コムン・デ・ラ・マンチャに属した村は以下のものである：
- 現在のシウダー・レアル県の領域内の: カンポ・デ・クリプターナ（1999年に分離したアレナーレス・デ・サン・グレゴリオも含む）、ペドロ・ムーニョス、ソクエジャモス、トメジョーソ。
- 現在のクエンカ県の領域内の: ロス・イノホーソス、オルカッホ・デ・サンティアーゴ、モタ・デル・クエルボ、ポソルビオ、サンタ・マリーア・デ・ロス・ジャーノス、ビジャエスクーサ・デ・アロ、ビジャマジョール・デ・サンティアーゴ。
- 現在のトレド県の領域内の: カベサメサーダ、コラル・デ・アルマゲール、ミゲル・エステバン、ラ・プエブラ・デ・アルモラディエル、キンタナール・デ・ラ・オルデン、エル・トボーソ、ラ・ビジャ・デ・ドン・ファドリーケ、ビジャヌエバ・デ・アルカルデーテ。

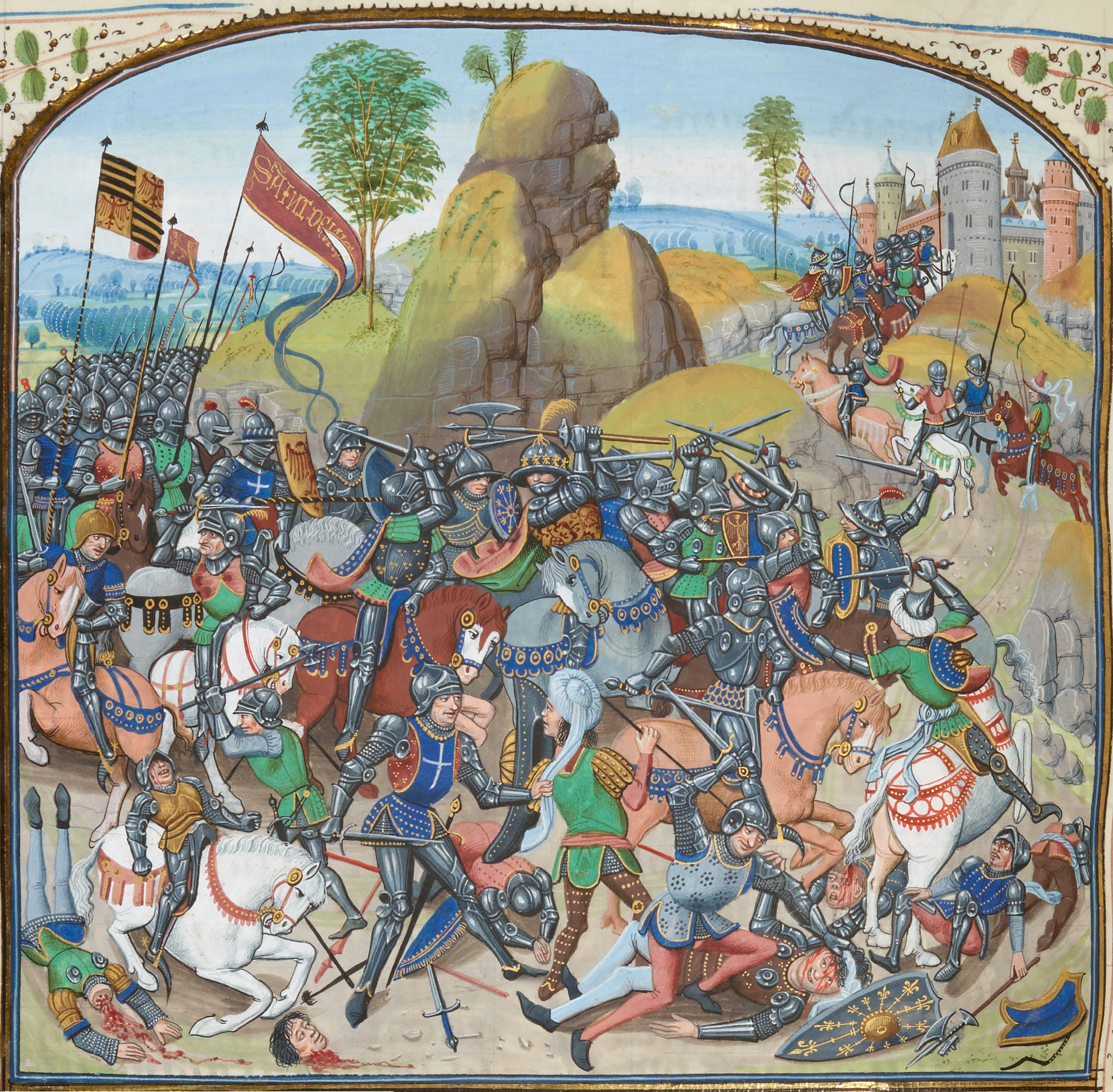
ジャン・フロワサールによるモンティエルの戦いのミニアチュール（15世紀）

トレド王国とムルシア王国（南東部）の領域がカスティーリャに組み入れられたことにより、ラ・マンチャは次の世紀のカスティーリャの内戦の舞台となり、多くの被害を受けることとなった。また、カスティーリャとアラゴンの境界地域にあることから、両軍の戦闘の舞台ともなった。
1351年から1369年まで続いた第一次カスティーリャ継承戦争では、ペドロ1世（残酷王あるいは正義王、彼の支持者によれば）と異母兄で前王アルフォンソ11世の庶子エンリケ・デ・トラスタマラの間で戦われた。この戦争にフランスとイングランドとの間の百年戦争が加わり、カスティーリャのペドロ1世とアラゴンのペドロ4世の間で戦われた両ペドロ戦争（1356年 - 1359年）もそこに加わった。
戦いはラ・マンチャの平原で決着した。1369年のモンティエルの戦いでエンリケはペドロ1世を打ち負かし殺害、カスティーリャの新国王エンリケ2世として即位した。戦争の結果として、エンリケ2世はビジェーナ領主（Señorío de Villena）を侯爵にし（カスティーリャ王国内で初めて）、アルフォンソ・デ・アラゴンに授けた。また、14世紀に全ヨーロッパに猛威をふるったペストの流行が、戦争による人口の減少に追い打ちをかけた。
15世紀になっても同様に、カスティーリャとラ・マンチャには、王国内の様々な党派間の対立が巻き起こった。それは1475年に頂点に達し、エンリケ4世の娘フアナとエンリケ4世の異母妹イサベル1世の支持者との間で第二次カスティーリャ継承戦争が勃発した。フアナがポルトガル王アフォンソ5世と、イサベルがアラゴンの王位継承者フェルナンドとそれぞれ結婚したため、戦争は国際的な様相を示し始めた。戦争は1479年に後にカトリック両王と呼ばれることになるイサベルとフェルナンドの勝利に終わり、アルカソヴァス条約が締結された。その後カトリック両王は神聖兄弟団と異端審問所を創設、1492年にはナスル朝グラナダ王国を征服、イベリア半島のイスラム教徒勢力支配を終わらせ、ラ・マンチャ南部におけるモーロ人による攻撃の危険性を取り除いた。

### 近代
16世紀に最後のカスティーリャ王国内での内乱がおきた。フアナ（狂女王）の息子で、カトリック両王の孫であるカルロス1世が即位し、フランドル出身の側近者で政府を固めたことで、敵を作ってしまった。1520年にカスティーリャの多くの都市で反乱が起き、コムニダーデスの反乱が勃発した。トレドは反乱の主要な拠点の一つとなり、フアナの復位などを要求した。内乱は1522年反乱側の敗北で終結、翌1523年にはローマ教皇ハドリアヌス6世がスペイン王室にサンティアゴ騎士団とカラトラバ騎士団の両騎士修道会を結合させた。

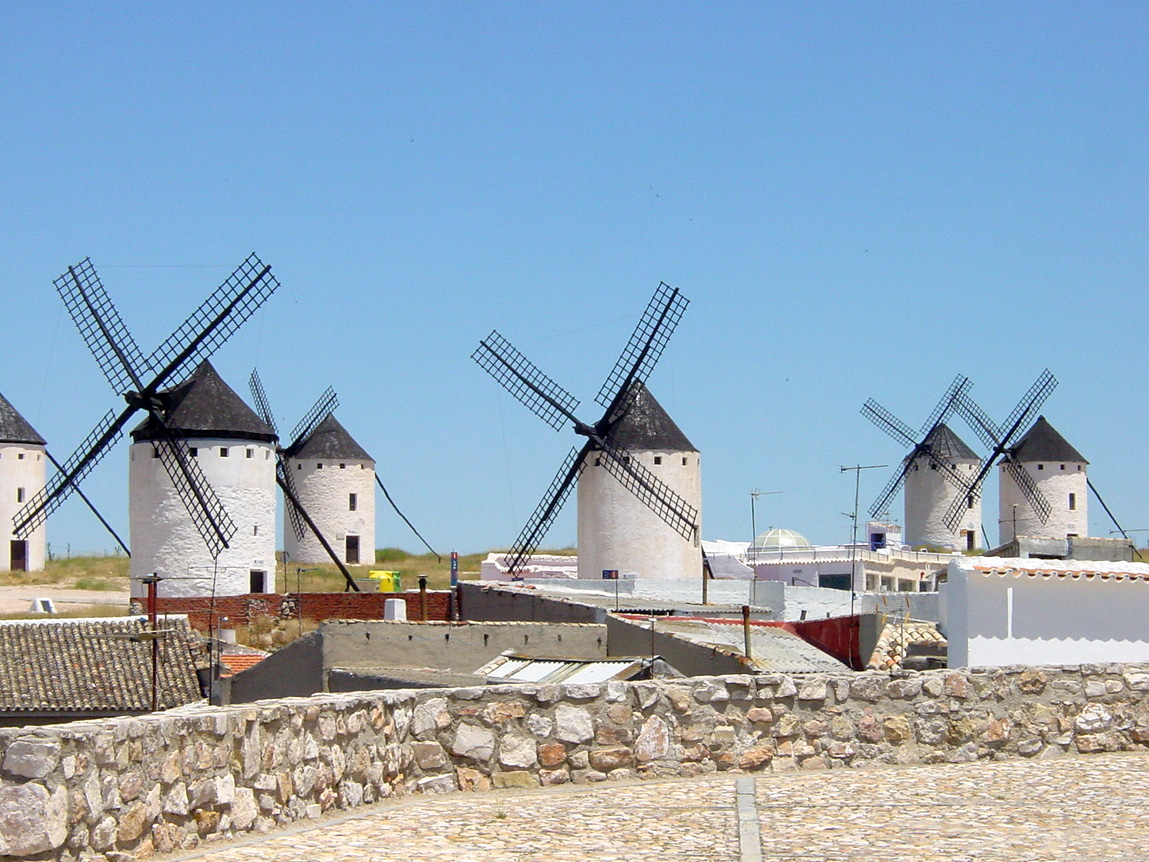
カンポ・デ・クリプターナの風車群

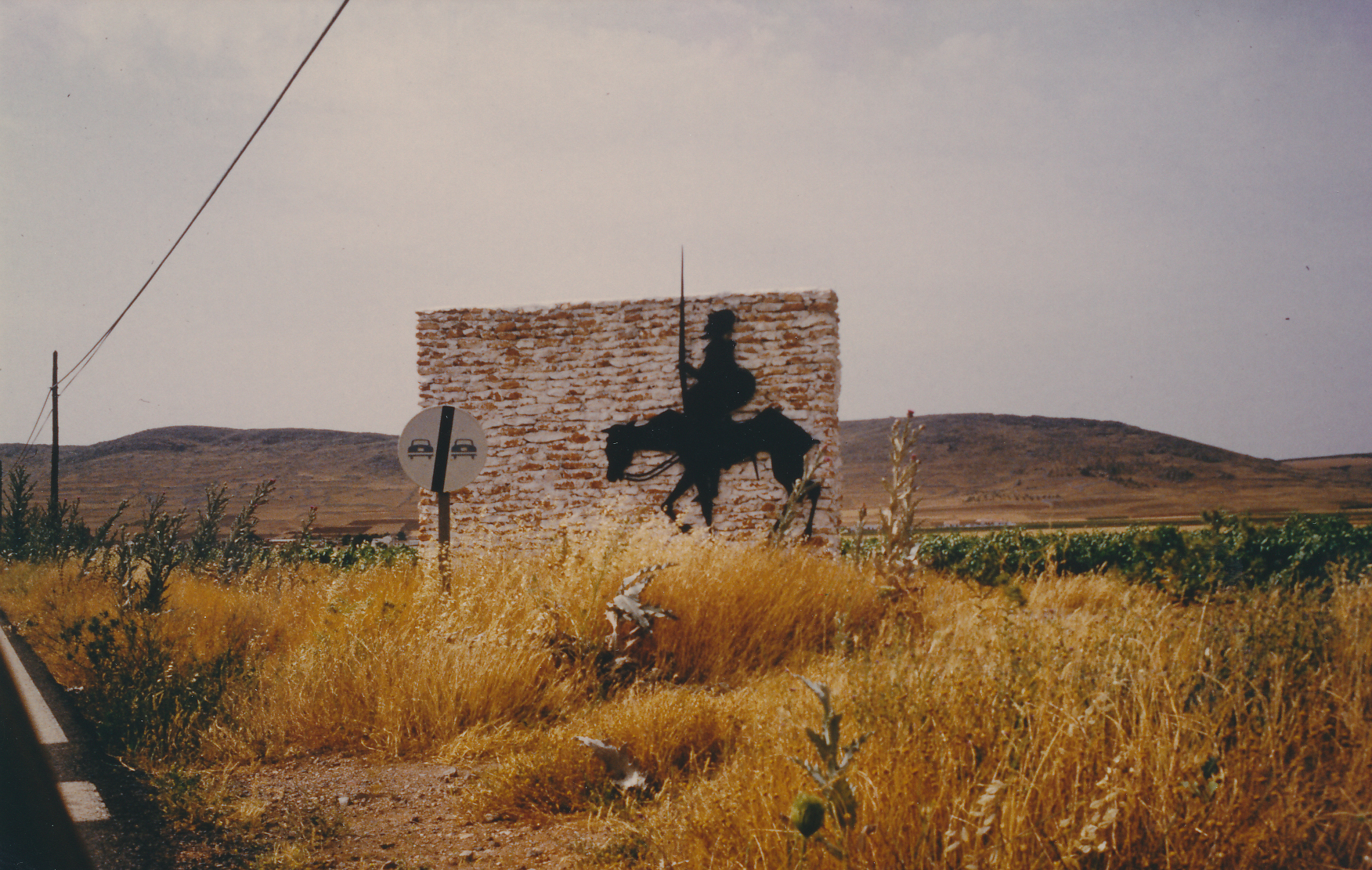
ラ・マンチャ、有名な騎士ドン・キホーテの故郷

モリスコの反乱であるアルプハーラスの反乱（1568年 - 1571年）がモリスコ側の敗北に終わり、フェリペ2世はカスティーリャ、そしてラ・マンチャからの彼らの追放を、そして1609年最終的に国外への追放を命じた。16世紀にラ・マンチャ地方の広範な地域で、穀物をひくために風車が建設された。この時期の社会とラ・マンチャの様子を描いたミゲル・デ・セルバンテスの『ドン・キホーテ』は国際的な評価を得、不朽の名声を得た。正篇（『才知あふれる郷士ドン・キホーテ・デ・ラ・マンチャ』）は1605年に、続篇（『才知あふれる騎士ドン・キホーテ・デ・ラ・マンチャ』）は1615年に出版された。16世紀から17世紀の間、ラ・マンチャはスペインの他の地方同様アウストリア家（Casa de Austria、ハプスブルク家のこと）の支配する国外での絶え間ない戦争の影響を受け続けた。
1701年から1714年の間、アンジュー公フィリップを推すカスティーリャとカール大公を推すアラゴンの間でスペイン継承戦争が戦われた。戦争は最終的にフェリーペ5世（アンジュー公フィリップ）側の勝利に終わった。ボルボン家支配のもと、18世紀啓蒙専制政治が行われた。

ラ・マンチャ県を構成した区域と現在のカスティーリャ＝ラ・マンチャ自治州内の年はラ・マンチャ県に属した期間）:
シウダ・レアル（1691-1810; 1814-1822; 1823-1833）
アルマグロ区域、サンティアゴ騎士団区域 （1691-1810; 1814-1822; 1823-1833）
アルカーラス区域（1691-1810; 1814-1822; 1823-1833）
ビジャヌエバ・デ・ロス・インファンテス区域、サンティアゴ騎士団区域（1691-1810; 1814-1822; 1823-1833）
ビジャヌエバ・デ・ロス・インファンテス区域、サンティアゴ騎士団区域（区域内の自治体は今日アンダルシア州のハエン県に属しており、カスティーリャ・ラ・マンチャ州には属していない）（1691-1810; 1814-1822; 1823-1833）
ビジャヌエバ・デ・ロス・インファンテス区域、サンティアゴ騎士団区域（メサ・デル・キンタナールの諸自治体） (1785-1810; 1814-1822; 1823-1833）
サン・フアン大修道院区域（1799-1810; 1814-1822; 1823-1833）

1691年に行政の効率化のためにトレド王国の残りの地域は分離され、アルカラス、アルマグロ、シウダー・レアル、ビジャヌエバ・デ・ロス・インファンテスの各管轄区域に編入されることが決定した。当初、首都はシウダー・レアルにおかれたが、1750年から1761年にかけての短期間アルマグロに移された。その後1785年のフロリダブランカ伯爵の改革で、メサ・キンタナールのサンティアゴ騎士団領の村はラ・マンチャ県（Provincia de La Mancha）に編入され、1799年にはサン・フアン修道院管轄区域がトレド県から切り離され、同じくラ・マンチャ県に編入された。このフロリダブランカ伯爵の改革では、トレド県、クエンカ県が設立される一方、現在のアルバセテ県の大部分を占める地域がムルシア県に加えられ、同県は北西部に領域を拡大することとなった。そしてラ・マンチャ県、クエンカ県、トレド県にグアダラハーラ県とマドリード県を加えて新カスティーリャ地方が形成された。

### 現代
1808年から1813年にかけてのスペイン独立戦争では、ラ・マンチャはナポレオンによって据えられたホセ1世を守るためのフランス軍とフェルナンド7世の復位を望む愛国主義ゲリラたちとの間で戦われた戦闘の舞台となり多大な被害をこうむった。
この地での戦争ではバルデペーニャスの戦いとシウダー・レアルの戦いが知られている。
ラ・マンチャでもスペインの他の地方同様、フランス支持者統治に対する抵抗組織としての地区評議会のラ・マンチャ最高評議会が設立された。評議会は1811年から12年にかけてエルチェ・デ・ラ・シエラ、アルカラス、シウダー・レアルなどから断続的に冊子Gazeta de la Junta Superior de la Mancha を発行した。
戦争の間にも県の配置が企図されていた。フランス支持者の行政機構は、1810年歴史的関係・つながりなどを無視した形でprefecturaという名称での分割を行い、ラ・マンチャの首都をマンサナーレスの村に置いた。これに対してカディス議会は、1813年別の分割案を提示した。1814年のフェルナンド7世の復位後、これらの分割案のどちらも採用されることはなく、再び絶対主義へと逆戻りした。
1820年のラファエル・デル・リエゴのプロヌンシアミエント（クーデター宣言）の後、自由主義者たちが権力を掌握した。1822年には新分割案が可決され
、ラ・マンチャ県はその大部分がシウダー・レアル県に改編され、消滅した。また、ラ・マンチャ県の残りの領域と、クエンカ県、ムルシア地方などから構成された新しい県チンチージャ県が設立された。しかしながら、1823年にフェルナンド7世の要請で「聖ルイの10万の息子たち」と呼ばれたフランス軍の介入によって自由主義の3年間が倒れ（そして同時に分割案も復された）、自由主義者の迫害が行われた。
1833年にフェルナンド7世が死去し、娘のイサベル2世が後を継いだ。母の摂政マリア・クリスティーナは、フェルナンド7世の弟で王位を宣言したカルロス・マリーア・イシドーロ・デ・ボルボンの支持者に対抗するために、自由主義勢力を味方につけるべく譲歩せざるを得なかった。この年に現在のアルバセーテ県、シウダー・レアル県、クエンカ県、トレード県が創設され、最終的にラ・マンチャ県が消滅した。そしてシウダー・レアル県、クエンカ県、トレド県、マドリード県、グアダラハーラ県によってカスティーリャ・ラ・ヌエバ地方が、アルバセテ県とムルシア県によってムルシア地方が設立された。この地方分割案で後に変更されたのは1836年にそれまでアルバセテ県に属していたビジェーナがアリカンテ県へ、1846年にシウダー・レアル県からビジャロブレードがアルバセーテ県へ、1851年にクエンカ県からウティエルがバレンシア県へと異動したのみである。
カルリスタ戦争（1833年 - 1840年、1846年 - 1849年、1872年 - 1876年）では、ラ・マンチャの大部分はマドリード政府を支持した。これは政府の自由主義政策のためであった。しかし、このことはカルリスタ支持側の動きが皆無であったということではなく、いくつかの村はカルリスタ支持にまわった。とくにクエンカ県北部ではカルリスタは一定の支持を得た。そして、同時に法を無視した行いが頂点に達した。
19世紀には、ラ・マンチャはスペインの地方の中で最もメンディサバルとマドスによる永代所有財産解放令の影響を受けた。
1868年革命によるイサベル2世の退位後、連邦共和党のメンバーがアルカサル・デ・サン・フアンに集まり、会合し、ラ・マンチャ地方協定に署名した。しかしながら、1873年の連邦憲法計画（Proyecto de Constitución Federal de 1873）では、カスティーリャ・ラ・ヌエバ州（Estado de Castilla la Nueva）とムルシア州（Estado de Murcia）の創設が考慮され、ラ・マンチャ州（Estado de La Mancha）の設立は考慮されなかった。しかし同年のカントナリスタ蜂起では、シウダー・レアルにおいてラ・マンチャ・カントン（Cantón Manchego）設立を宣言し、蜂起がおこったが、国内の他のカントナリスタ蜂起同様失敗に終わった。そして1874年のスペイン第一共和国の瓦解とともに連邦主義の期待は潰えた。

スペイン内の、ラ・マンチャ地域主義に基づく"ラ・マンチャ諸県"

1906年マドリードのラ・マンチャ地域センターにおいてラ・マンチャ地域主義が表明され、ラ・マンチャの旗、歌の制定と、アルバセテ県、シウダー・レアル県、クエンカ県、トレド県によって構成されるラ・マンチャ地方の創設の支持が決められた。1913年の（県によって構成される）共同体に関する王令（Real Decreto sobre Mancomunidades de 18 de diciembre de 1913）により、前述の4県によるラ・マンチャ共同体（Mancomunidad Manchega）創設の可能性が出てきた。1919年にはマドリードでのラ・マンチャ青年中央大会でラ・マンチャ共同体創設が要求され、1924年にはアルバセテ県議会において、最終的に可決には至らなかったもののラ・マンチャ共同体創設が提案された。
1931年の第2共和国宣言後、下院議員による会合が持たれ、そして1933年には4県の県議会議長によって自治憲章に基づくラ・マンチャ地方の創設の可能性について検討された。スペイン内戦（1936年 - 1939年）の勃発によってこれらの可能性は打ち砕かれた。内戦中はラ・マンチャ地方のほとんどの領域は終戦まで共和国側地域にあった。フランコ時代の1962年前述の4県の審議会を調整する目的でラ・マンチャ諸県間経済評議会が創設された。

スペイン内のカスティーリャ＝ラ・マンチャ自治州

民主化移行後、スペインは自治州に分けられることとなり、1982年アルバセテ県、シウダー・レアル県、クエンカ県、グアダラハーラ県、トレド県により構成されるカスティーリャ＝ラ・マンチャ自治州が創設された。今日ラ・マンチャ地域主義を標榜する政党は存在しないが、自治州のいくつかの機関においてはラ・マンチャ4県を対象としたものがある。たとえばカスティーリャ＝ラ・マンチャ大学の学区にはグアダラハーラ県は含まれておらず、マドリード学区に含まれている（学区以外のものも入学可能）し、カスティーリャ＝ラ・マンチャ各県の貯蓄金庫統合によるカスティーリャ＝ラ・マンチャ貯蓄金庫設立の際にはグアダラハーラ貯蓄金庫は含まれなかったのである。

## 地理

### 河川・湖沼

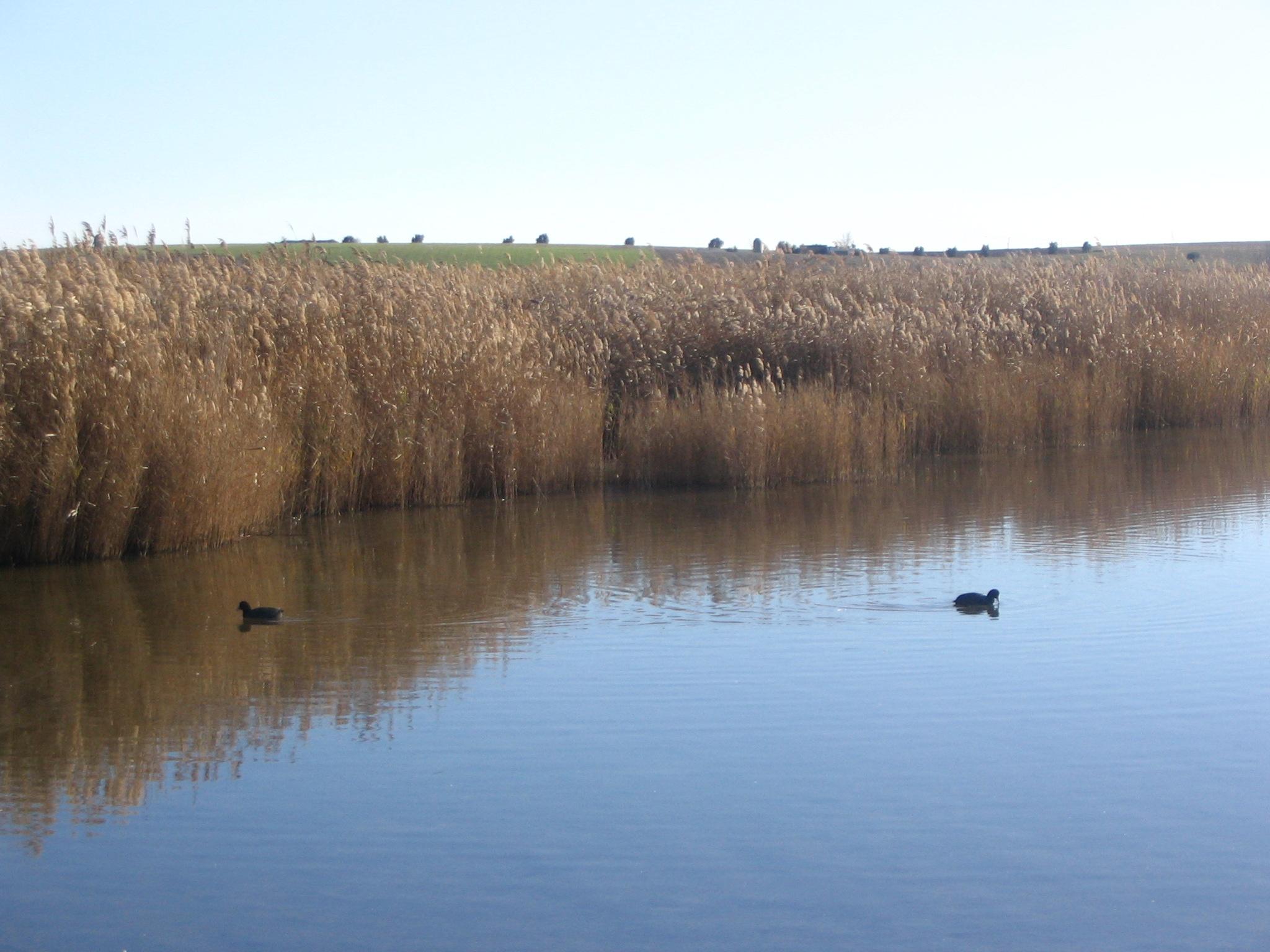
Las Tablas de Daimiel.

ラ・マンチャには大西洋に注ぐタホ川、グアディアナ川、グアダルキビール川の水系と、地中海に注ぐフカル川、セグーラ川の水系がある。
主要な河川はタホ川、グアディアナ川、フカル川で、他にはシグエラ川、サンカラ川、リアンサレス川などの支流が流れている。

### 気候

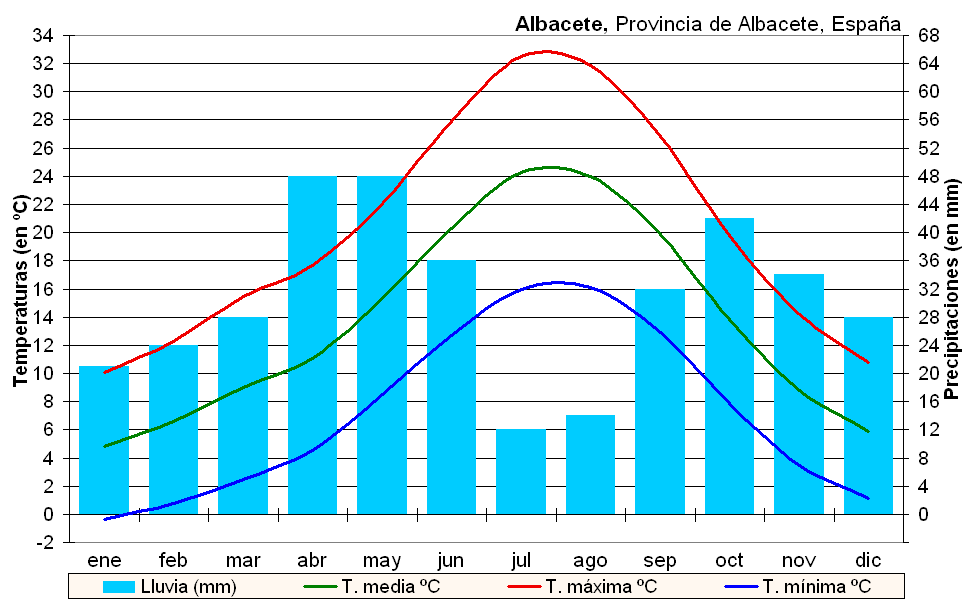
アルバセーテの年降水量と気温

ラ・マンチャ地方の気候は大陸性地中海気候で、その特徴は冬の寒さは厳しく、夏は非常に暑く、降雨もまれでかつ不定期で、寒暖の差が激しく、非常に乾燥している。これらは高度や、内陸に位置するなどの地理的要素によるところが大きい。
気温は内陸に位置するため極端で、年間での月平均気温の寒暖の差も激しく、18度から20度程度ある。この地方の大部分で7月の平均気温は22度を超える。
しかし、冬季は寒く、1月の平均気温は地域によっては4°Cを下ることもあり（ベルモンテでは3.4°C）、冬季そして晩秋、および春先には凍結することもしばしばである。
年降雨量は300mmから400mm程度で、多くの場合春と秋に降り、夏に降るのは非常にまれであり、以上のことからラ・マンチャ地方の大部分は乾燥スペイン（España seca）と呼ばれる領域内に含まれる。

### 生態系
一帯は海抜600〜700 mの平野であり、季節的に氾濫する河川が多く、地下に帯水層もあるため、湿地が多い。平野に塩分濃度の高い湖群、ヨシ原、ステップ、泥炭地、フェン、滝、カルスト地形、トゥファが形成される石化泉が点在する。地中海地方のイグサ、スゲ類のカレックス・フラッカ、キショウブ、シャジクモ類、ギョリュウ、ヤナギ、ヤマナラシなどの植物が生え、ホシハジロ、コスズガモ、アカハシハジロ、カオジロオタテガモ、ウスユキガモ、オカヨシガモなどのカモ、ガン、ハクチョウ類およびハジロカイツブリ、オオバンなどの水鳥、そして二枚貝のUnio tumidiformisや哺乳類のイベリアミズハタネズミが生息している。
1980年にタブラス・デ・ダイミエル国立公園、アルカサル・デ・サン・フアンの湖とルイデラ湖沼群自然公園は「マンチャ湿地生物圏保護区」としてユネスコの生物圏保護区に指定された。また、「アルカサル・デ・サン・フアン湖沼群」、「ラ・ベガ湖」、「マンハバカス湖」、「タブラス・デ・ダイミエル」、「プラド湖」、「ルイデラ湖沼群」の6カ所はラムサール条約登録地である。

## 経済
ラ・マンチャは伝統的に農業地域で、工業もあるにはあるが、経済的には全国平均より低い。
| 地域                           | 一人当たり域内総生産額（€） | スペイン=100 |
| ------------------------------ | --------------------------- | ------------ |
| アルバセーテ県                 | 14,632                      | 74.27        |
| シウダー・レアル県             | 15,925                      | 80.84        |
| クエンカ県                     | 15,184                      | 77.08        |
| トレード県                     | 15,106                      | 76.68        |
| カスティーリャ＝ラ・マンチャ州 | 15,402                      | 78.18        |
| スペイン                       | 19,700                      | 100.00       |

現在最も重要な産業分野は、サービス産業で、域内総生産の半分以上、従事者も全労働人口の過半数で、次いで製造業、建設業、農業、牧畜業、漁業となっている。
| 産業分野                            | 域内総生産における割合（%） | 就業人口（%） |
| ----------------------------------- | --------------------------- | ------------- |
| 農業、畜産業、漁労                  | 10.6                        | 15.5          |
| エネルギー産業                      | 3.3                         | 0.7           |
| 製造業                              | 14.2                        | 17.3          |
| 建設業                              | 11.4                        | 12.2          |
| サービス業                          | 50.4                        | 54.3          |
| Impuestos netos sobre los productos | 10.0                        | 0             |

### 農業および牧畜業

ラ・マンチャの名称でDOやIGPの原産地呼称制度で保護の対象となっている農業産品：
-DO "ラ・マンチャ" (ワイン)
-DO "ラ・マンチャのサフラン"
-IGP "ラ・マンチャメロン"
ワイン
ワイン、サフラン
ワイン、サフラン、メロン
サフラン
サフラン、メロン

農業と牧畜業はラ・マンチャ地方の主要な産業である。農業では、乾燥農業が盛んで、とくに地中海の三大作物とも呼ばれる、穀物類、ブドウ、オリーブが栽培されている。穀物類では、小麦と大麦が多く栽培されている。

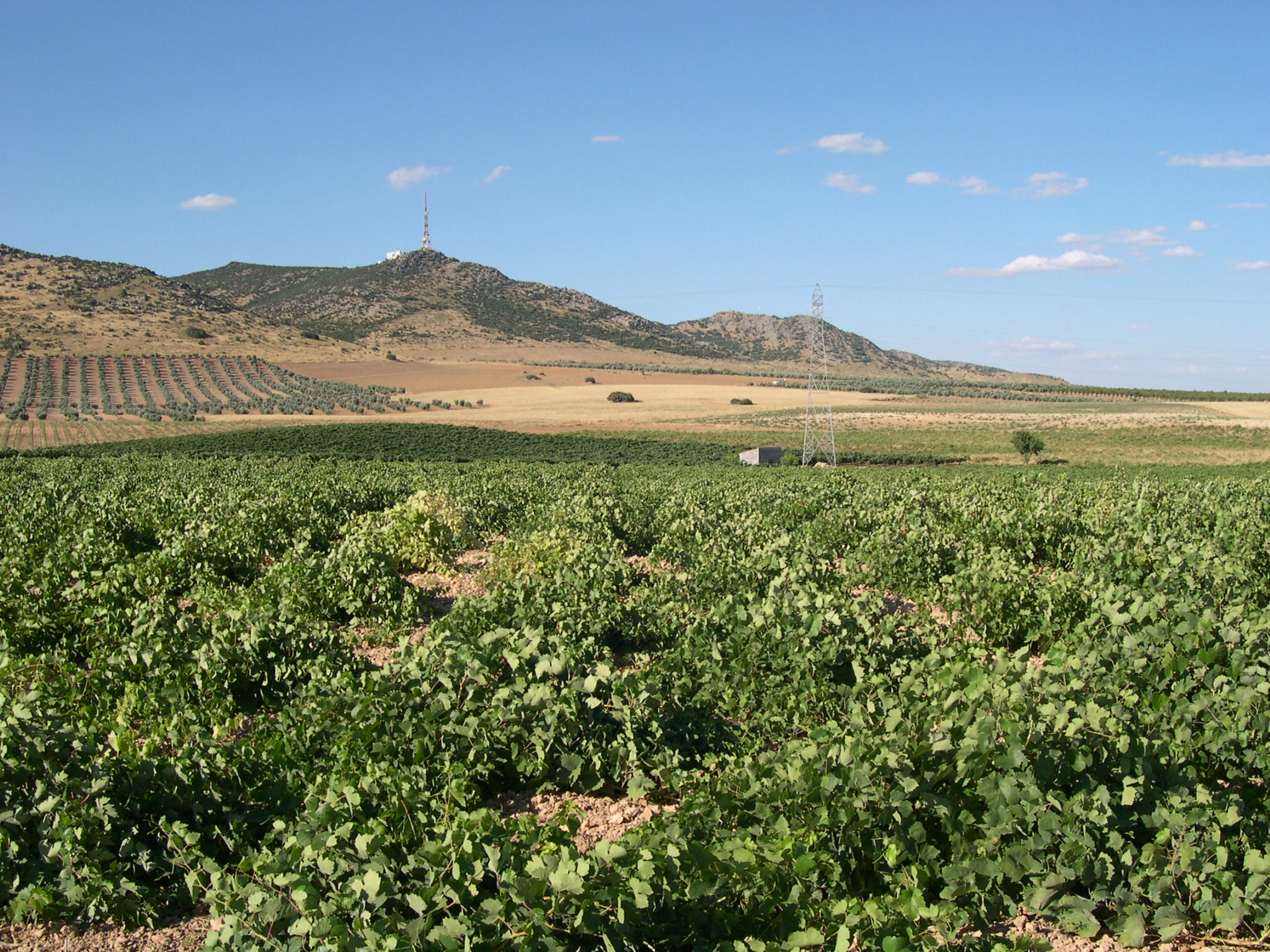
シウダー・レアル県のブドウ畑

また、ラ・マンチャ地方のブドウ栽培面積は世界一の栽培面積を誇り、アルバセテ県、シウダー・レアル県、クエンカ県、トレド県に広がり、原産地呼称制度(DO)の対象となっている。栽培面積190,980ヘクタールで、182自治体に及んでおり、ここで生産されるワインD.O.ラ・マンチャ（Denominación de Origen La Mancha）は単一の生産地としては世界最大生産量を誇る。しかし、原産地呼称ラ・マンチャ以外にも以下のような原産地呼称地域が存在する：D.O.バルデペーニャス（Denominación de Origen Valdepeñas）、D.O.マンチュエーラ（Denominación de Origen Manchuela）、D.O.リベーラ・デル・フカル（Denominación de Origen Ribera del Júcar）、D.O.アルマンサ（Denominación de Origen Almansa）。
他には、サフラン栽培が有名である。この地で生産されるサフランは原産地呼称制度で保護されており、アルバセテ県の全域と、シウダー・レアル県、クエンカ県、トレド県などの一部、総計315自治体で栽培されている。
他には地理的表示産品として保護されているものとしてはメロンがあげられる。ラ・マンチャ・メロン（Melón de La Mancha）はシウダ・レアル県の13自治体（アルカサル・デ・サン・フアン、アレナーレス・デ・サン・グレゴリオ、アルガマシージャ・デ・アルバ、カンポ・デ・クリプターナ、ダイミエル、エレンシア、ジャーノス、マンサナーレス、メンブリージャ、ソクエジャモス、トメジョーソ、バルデペーニャス、ビジャルタ・デ・サン・フアン）で生産されている。
このほかの原産地呼称産品は、カンポ・デ・モンティエル地区（Campo de Montiel）のオリーブ・オイル、アルマグロのなすび（Berenjena de Almagro）や、ラス・ペドニェーラスのニンニクがある。

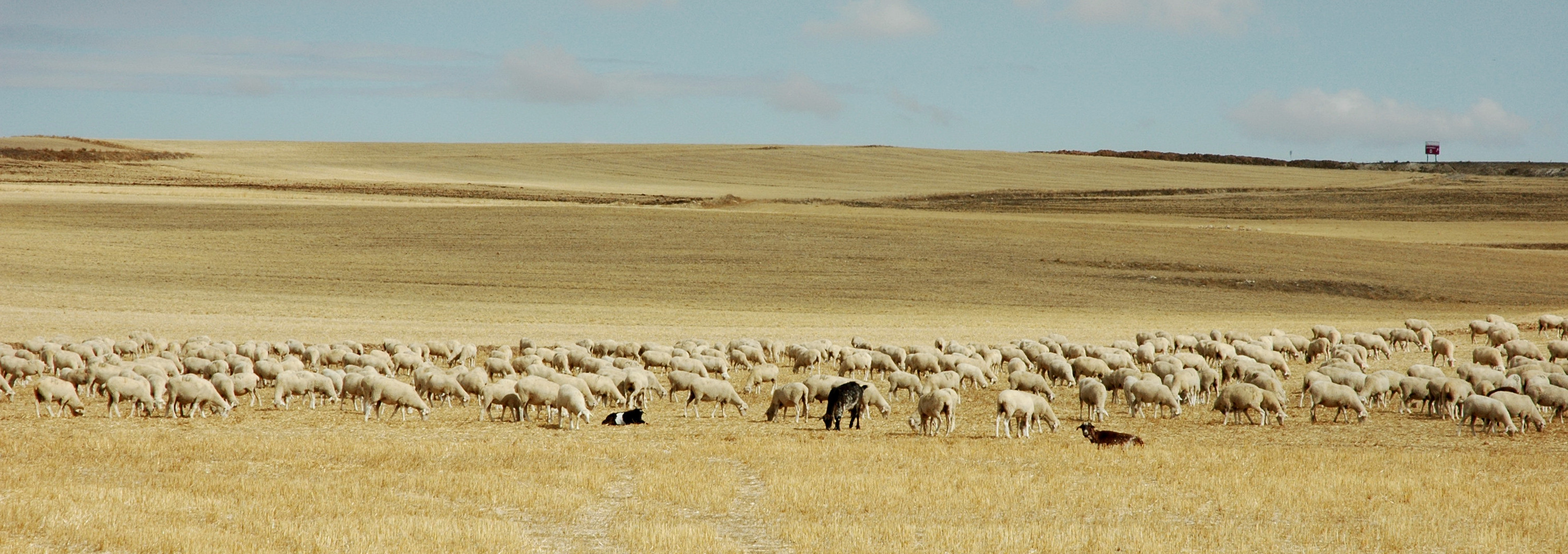
Rebaño de ovejas y cabras en La Mancha.

一方、牧畜業では、ヒツジの飼育、そしてヤギの飼育が盛んで、何世紀もの間群れで季節移動を行い、羊毛、ミルク、肉などを生産した。
とくに、ヒツジのミルクから作られるケソ・マンチェゴ（Queso manchego、ラ・マンチャのチーズの意）はよく知られており、原産地呼称で保護されている。また、子羊の肉も地理的表示産品として保護されている。これらはアルバセテ県、シウダー・レアル県、クエンカ県、トレド県などの地域で生産されている。
牧羊業に比べると、その重要性は小さくなるものの、豚、牛などの牧畜もおこなわれている。

### 工業、鉱業およびサービス業
ラ・マンチャ地方は伝統的に製造業は盛んではないが、現在アルバセテ、シウダー・レアル、プエルトジャーノなどを中心とした地域に工業の中心地域がみられる。また、食品加工産業は全域にみられる。
鉱業分野では、特に重要なのがプエルトジャーノの炭鉱で、他にはアルマデンの辰砂（水銀の鉱石）の鉱脈があり、古代ローマ時代から採掘されている。
サービス産業については、スペイン国内の他地域同様、20世紀を通じてラ・マンチャ地域経済における重要分野へと変貌していった。サービス産業分野では観光業、とくにアグリツーリズム（Turismo rural）の成長が著しい。

## 文化
ピスト・マンチェゴという料理の発祥の地である。